# Земіт Фрідріх Андрійович
Фрідріх (Федір) Андрійович Земіт (латис. Friedrichs Zemitis; 1868, Леласька волость, Ризький повіт, Ліфляндська губернія, Російська імперія —) — народний комісар (нарком) фінансів та народний комісар (нарком) продовольства у Тимчасовому робітничо-селянському уряді України, член Виконавчого комітету Одеської Ради, член Одеського військово-революційного комітету, народний комісар пошти і телеграфу Одеської радянської республіки, головний бухгалтер Наркомфіну СРСР.

## Життєпис
Фрідріх Земіт народився у 1868 році в Лелаській волості Ризького повіту Ліфляндської губернії. 
З 1904 член РСДРП. До жовтневого заколоту займався комерційною діяльністю в Одесі. Від одеської більшовицької партійної організації був обраний делегатом VII конференції РСДРП (б), що проходила в Петрограді з 24 по 29 квітня 1917 року.
Член Виконавчого комітету Одеської Ради у 1917-1918 роках. З січня 1918 року член Одеського військово-революційного комітету, де був комісаром-керуючим Одеською конторою Держбанку. Надалі в тому ж році стає народним комісаром пошт і телеграфу Одеської радянської республіки.
З 28 листопада 1918 по 1919 рік був народний комісар (нарком) фінансів та народний комісар (нарком) продовольства у Тимчасовому робітничо-селянському уряді України.
У серпні 1919 року, після звільнення Сибіру від колчаківських військ, Земіт очолив фінансове управління при Сибірському революційному комітеті (Сибірський ревком, Сибревком). Згодом вийшов на пенсію та мешкав у Москві.
Заарештований 30 листопада 1937 року. Засуджений Комісією НКВС та Прокуратури СРСР за звинуваченням в участю у фашистській організації.
Засуджений до розстрілу	11 лютого 1938 року. Розстріляний 26 лютого 1938 року на Бутівському полігоні НКВС під Москвою.
Реабілітований 29 травня 1958 року.